# Томас Неш
Томас Неш (англ. Thomas Nashe; 1567, Лоустофт, Саффолк — бл. 1601, Ярмут) — англійський прозаїк єлизаветинської доби, один з попередників літератури бароко. Також виступав як публіцист та драматург.

## Біографія
Син саффолкського священика і випускник Кембриджа, Неш в 1588 приїхав до Лондона, де близько зійшовся з іншими університетськими інтелектуалами — Робертом Гріном та Крістофером Марлоу. У тандемі з останнім працював над трагедією «Дідона, цариця Карфагена». Неш жив у крайніх злиднях, хоча відомо, що його покровителем був лорд Джордж Кері — родич королеви Єлизавети.
У 1592 р. з-під пера Неша вийшла « Мольба до біса Пірса Безгрошового» (Pierce Penilesse His Supplication to the Divell) — сатиричний текст у традиції Рабле, що рясніє просторічними слівцями й складносурядними неологізмами. Сатира спрямована проти літературних ворогів Гріна — Гебріела Гарві та його братів. Не позбавлена дотепності суперечка Неша з Гарві тривала з книги до книги до 1599 року, коли архієпископ Кентерберійський заборонив друкувати твори обох.
Найважливіший внесок Неша в англійську літературу — перший в Англії крутійський роман «Злощасний мандрівник, або Життя Джека Вілтона» (1594). Його дія розпадається на окремі епізоди, інспіровані реальними подіями початку XVI століття. У книзі поряд із вигаданими присутні й реальні особи — Мартін Лютер, Еразм Роттердамський, Томас Мор.
Постановка сатиричної п'єси « Собачий острів» (The Isle of Dogs, 1597), складеної Нешем у співдружності з Беном Джонсоном, вразила лондонський театральний світ. Зміст цієї п'єси достовірно не відомий, проте він викликав такий гнів королеви, що Джонсон потрапив за ґрати, а Неш ледве встиг утікати зі столиці до графства Норфолк. Відомостей про його подальшу долю практично не збереглося.